# Engelbrechtbreen
Engelbrechtbreen eller Engelbrecht Glacier är en glaciär på Bouvetön (Norge). Den ligger på den västra delen av ön, sydost om Norvegiaodden vid Esmarchkusten. Engelbrechtbreen utgår från Wilhelmplatået cirka 540 meter över havet och rinner åt sydväst ner mot havet.